# Ion Ariton
Ion Ariton (n. 15 februarie 1956, Pitești, România) este un politician român, senator de Sibiu din partea PD-L în legislaturile 2008-2012 și 2012-2016, Ministru al Economiei, Comerțului și Mediului de Afaceri în guvernul Emil Boc.
Ariton a fost, din anul 1993 până în 2003, pe rând, director comercial și director general al sucursalei Petrom Sibiu.
În perioada 2002-2003, Ion Ariton a semnat o adeziune la PSD, după care s-a retras din organizație.
În 2003, Ariton a plecat de la Petrom și a fost director la Intermedia, iar în perioada 2005-2007 a fost prefect al Sibiului.

## Date biografice
Ion Ariton s-a născut la 15 februarie 1956 în Pitești. Este Ministru al Economiei, Comerțului și Mediului de Afaceri din septembrie 2010 și senator PD-L de Sibiu din noiembrie 2008.

## Educație și formare
În 1984 Ion Ariton a absolvit Facultatea de Științe Economice din cadrul Universității din Timișoara.
În 2006 a obținut diploma de Master în managementul administrației publice în procesul integrării europene la Universitatea Lucian Blaga din Sibiu. 
În decembrie 2007 a participat la programul de formare în domeniul afacerilor europene la Ministerul Internelor și Reformei Administrative.

## Activitatea profesională
Ion Ariton a fost angajat al ICRTI Sibiu între 1986 și 1991. În perioada 1991-1993 a condus Corpul de Control al Prefectului județului Sibiu. În 1993 a devenit director comercial la SC Petrom SA, sucursala PECO Sibiu, și a deținut această funcție până în anul 2000, când a fost numit director general. În anul 2001 a fost din nou director comercial al acestei companii până în anul 2003. În perioada 2003-2004 a fost director la SC Intermedia Sibiu, apoi în 2004 și 2005 a ocupat funcția de Manager financiar la CSU Sibiu, perioadă în care Ion Ariton a fost și referent la Universitatea Lucian Blaga.
În perioada 2005-2007 a fost prefect al județului Sibiu, dar a fost demis din funcție. În urma unui proces pe care l-a intentat Guvernului a câstigat dreptul de a-și relua postul de prefect în 2009, când ocupa deja funcția de Senator de Sibiu, optând pentru aceasta din urmă. În 2007-2008 a fost inspector guvernamental, iar în anul 2008 devenea senator de Sibiu și Președinte al Comisiei pentru buget, finanțe, activități bancare și piața de capital.
În 3 septembrie 2010 a fost numit ministru al Economiei, Comerțului și Mediului de Afaceri în cabinetul Emil Boc.

## Cariera politică
Este membru al Partidului Democrat din 1996 și în perioada 1996-2005 a fost consilier local PD la Sibiu. Între 1996 si 2000 a fost Vicepreședinte al Biroului Municipal PD Sibiu. În 2004 a fost ales vicepreședinte al biroului județean al PD din Sibiu.
Ion Ariton a ocupat funcția de prefect al județului Sibiu în perioada 2005-2007 fiind schimbat din funcție în decembrie 2007 de guvernul Tăriceanu pentru mobilitatea funcției. Nemulțumit, Ion Ariton, unul din prefecții cu salariu de merit, a dat în judecată guvernul și a câștigat procesul în 2009. Acesta deține o sentință judecătorească definitivă și irevocabilă, care spune că nu trebuia înlocuit din funcția de prefect de fostul premier Călin Popescu-Tăriceanu.
În 2008 a devenit președintele organizației PD-L Sibiu și a fost ales parlamentar în colegiul uninominal 1 din Circumscripția electorală nr.34 Sibiu.
Din 3 septembrie 2010 a fost numit Ministru al Economiei, Comerțului și Mediului de Afaceri.

## Activitate parlamentară
În legislatura 2008-2012, Ion Ariton, senator ales pe listele PDL, a fost membru în grupurile parlamentare de prietenie cu Republica Islamică Iran și Statul Plurinațional Bolivia. Ion Ariton a înregistrat 81 de luări de cuvânt în 33 de ședințe parlamentare și a inițiat 24 de propuneri legislative, din care 4 au fost promulgate legi. Ion Ariton a fost membru în comisia pentru drepturile omului, culte și minorități (sep. 2010 - mar. 2012) și în comisia pentru buget, finanțe, activitate bancară și piață de capital (până în sep. 2010).
În legislatura 2012-2016, Ion Ariton a fost ales pe listele PDL, a devenit membru PNL până în septembrie 2016 iar apoi a fost senator independent. În cadrul activității sale parlamentare, Ion Ariton a fost membru în grupurile parlamentare de prietenie cu Republica Croația, Republica Tunisiană și Republica Arabă Siria. Ion Ariton a inițiat 34 de propuneri legislativee din care 2 au fost promulgate legi.  Ion Ariton a fost membru în comisia pentru transporturi și energie și în comisia economică, industrii și servicii.

## Viața privată
Ion Ariton este căsătorit cu medicul Carmen Ariton și are două fiice, Ioana și Alexandra. Ion Ariton este pasionat de sport, joacă tenis și susține echipele de fotbal CSU Voința Sibiu, de volei feminin - CSM Sibiu și de baschet masculin – CSU Sibiu.